# Apomecyna subcavifrons

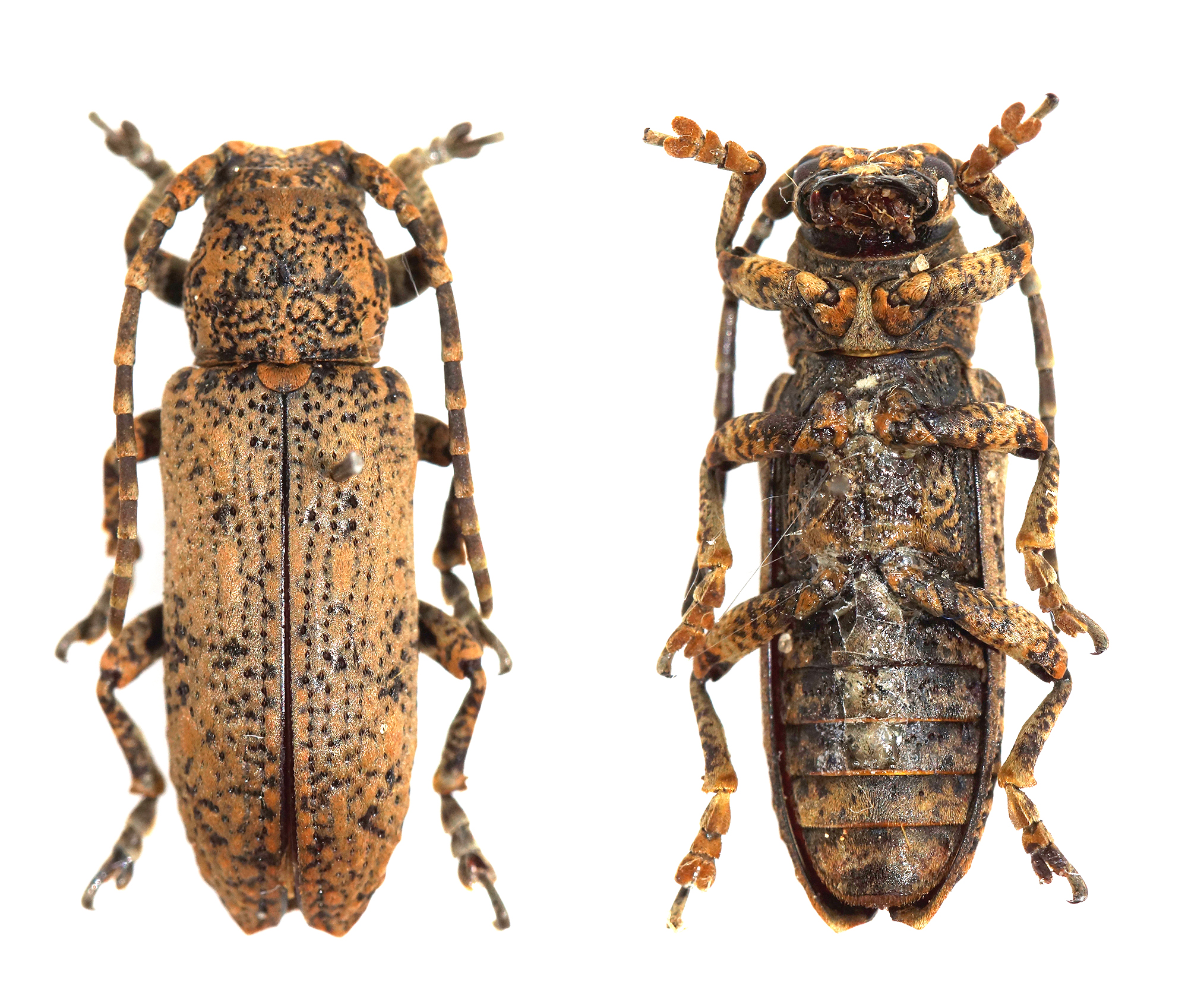

Apomecyna subcavifrons är en skalbaggsart som beskrevs av Stefan von Breuning 1954. Apomecyna subcavifrons ingår i släktet Apomecyna och familjen långhorningar. Inga underarter finns listade i Catalogue of Life.